# Carl Adolph Eckhardt
Carl Adolph Eckhardt (* 19. Januar 1782 in Orferode; † 17. Oktober 1839 in Eschwege) war ein hessischer Jurist, Advokat, Prokurator und Abgeordneter im ersten kurhessischen Landtag.

## Herkunft
Carl Adolph Eckhardt ist als Sohn des evangelisch-reformierten Pfarrers Elias Eckhardt (1736–1792) und seiner Ehefrau Klara Susanna, geborene Schuchhardt am 19. Januar 1782 in Orferode zur Welt gekommen. Seine Mutter war die Tochter von Heinrich Ludwig Schuchardt, Gesamtrichter und Kommissionsrat in der Landgrafschaft Hessen-Kassel und sein Vater der Sohn von Pfarrer und Metropolitan Johann Jakob Eckhardt.

## Werdegang
Nach Absolvierung des Eisenacher Gymnasiums nahm er im Mai 1800 in Marburg das Studium der Theologie und später der Rechte auf. In der Zeit des Königreichs Westphalen (1806–1813) unter napoleonischer Herrschaft war er Prokurator beim königlich-westphälischen Tribunal in Eschwege und 1813 Advokat beim Kurfürstlichen Justizamt in Eschwege. Er galt als ein begabter Anwalt und wurde 1831 und 1833 Deputierter im kurhessischen Landtag für die Städte des Werrastroms. Hier beantragte Eckhardt erfolgreich 1831 die Vorlage der Verhandlungen mit dem letzten Rotenburger Landgrafen Victor Amadeus (1779–1834) über die Abtretung der sogenannten „Rotenburger Quart“, wozu auch Eschwege seit 1627 gehörte. Auch trat er für die Aufhebung der Verbrauchssteuern von im Inland geerntetem Tabak ein und befürwortete die Zollvereinigung Kurhessens mit der Preußens. Im Jahr 1834 legte er sein Mandat aus „Gesundheitsrücksichten“ nieder, die Städte im Werratal stifteten ihm einen Ehrenpokal.
In der folgenden Zeit widmete sich Eckhardt nur noch seinen Anwaltspflichten, wobei er seine Dienste unentgeltlich bei Prozessen seiner Heimatstadt angeboten haben soll. Im Jahr 1835 gehörte er zu den ersten drei Persönlichkeiten, denen die Stadt Eschwege für ihre Leistungen und die Verdienste um die Allgemeinheit das Ehrenbürgerrecht verlieh.
Bereits 1807 veröffentlichte er sein mehrfach aufgeführtes Schauspiel in drei Aufzügen „Stolz und Edelmuth“ in der Klügerschen Buchhandlung zu Rudolstadt.
Im Alter von 57 Jahren starb Carl Adolph Eckhardt am 17. Oktober 1839 in seinem Wohnhaus Hinter den Scheuern 2 in Eschwege, das heute die Gaststätte „Zum goldenen Engel“ beherbergt.

## Ehe und Nachkommen
Am 1. Januar 1809 heiratete Eckhardt 27-jährig Dorothea Elisabeth Henriette Weber, die 1787 in Berneburg geborene Tochter des Abteroder Pfarrers Christian Ludwig Weber (1750–1823), deren frühen Tod er noch im selben Jahr betrauern musste. Am 9. September 1810 schloss er seine zweite Ehe mit ihrer Schwester Wilhelmine Elisabeth Henriette Weber (1793–1872), die ihn gut 31 Jahre überleben sollte.
Der Ehe entstammten die Kinder:
- Dorothea (1811–1870)
- Hoßfeld, Karoline (1812–1903) heiratete 1832 Emil Hoßfeld (1804–1866) Sachsen-Meiningischer Staatsrat in Meiningen
- Heinemann, Auguste (1814–1889) heiratete 1836 Ernst Heinemann (1802–1864) Kurhessischer Aktuar und Obergerichtssekretär
- Georg Adolph Ferdinand (1816–1903) Kreisgerichtsobersekretär und Kanzleirat in Marburg[4]
- Georg Ludwig Ferdinand (1819–1885) Kaufmann in Bremen
- Friedrich (1822–1855) Gerichtsreferendar in Kassel und Rotenburg an der Fulda[1]